# Вімблдонський турнір 1966
Вімблдонський турнір 1966 проходив з 20 червня по 2 липня 1966 року на кортах Всеанглійського клубу лаун-тенісу і крокету в передмісті Лондона Вімблдоні. Це був 80-й Вімблдонський чемпіонат, а також третій турнір Великого шолома з початку року.

## Результати фінальних матчів

### Дорослі
| Одиночний розряд. Джентльмени Детальніше |                                |                    |
| Мануель Сантана                          | Денніс Релстон                 | 6–4, 11–9, 6–4     |
|                                          |                                |                    |
| Одиночний розряд. Леді Детальніше        |                                |                    |
| Біллі Джин Кінг                          | Марія Буено                    | 6–3, 3–6, 6–1      |
|                                          |                                |                    |
| Парний розряд. Джентльмени Детальніше    |                                |                    |
| Кен Флетчер Джон Ньюкомб                 | Білл Баурі Овен Девідсон       | 6–3, 6–4, 3–6, 6–3 |
|                                          |                                |                    |
| Парний розряд. Леді Детальніше           |                                |                    |
| Марія Буено Ненсі Річі                   | Маргарет Сміт Джуді Тегарт     | 6–3, 4–6, 6–4      |
|                                          |                                |                    |
| Мікст Детальніше                         |                                |                    |
| Кен Флетчер Маргарет Сміт                | Денніс Релстон Біллі Джин Кінг | 4–6, 6–3, 6–3      |
|                                          |                                |                    |

### Юніори
| Одиночний розряд. Хлопці  |               |           |
| Володимир Коротков        | Браян Феєрлі  | 6–3, 11–9 |
|                           |               |           |
| Одиночний розряд. Дівчата |               |           |
| Біргітта Ліндстрем        | Джуді Конгдон | 7–5, 6–3  |

## Виноски
1. ↑  Gentlemen's Singles Finals 1877-2017. wimbledon.com. Wimbledon Championships. Архів оригіналу за 15 лютого 2018. Процитовано 22 липня 2017.
2. ↑  Ladies' Singles Finals 1884-2017. wimbledon.com. Wimbledon Championships. Архів оригіналу за 15 липня 2018. Процитовано 22 липня 2017.
3. ↑  Gentlemen's Doubles Finals 1884-2017. wimbledon.com. Wimbledon Championships. Архів оригіналу за 14 жовтня 2017. Процитовано 22 липня 2017.
4. ↑  Ladies' Doubles Finals 1913-2017. wimbledon.com. Wimbledon Championships. Архів оригіналу за 15 липня 2018. Процитовано 22 липня 2017.
5. ↑  Mixed Doubles Finals 1913-2017. wimbledon.com. Wimbledon Championships. Архів оригіналу за 10 вересня 2017. Процитовано 22 липня 2017.
6. ↑  Boys' Singles Finals 1947-2017. wimbledon.com. Wimbledon Championships. Архів оригіналу за 13 серпня 2017. Процитовано 13 серпня 2017.
7. ↑  Girls' Singles Finals 1947-2017. wimbledon.com. Wimbledon Championships. Архів оригіналу за 14 червня 2018. Процитовано 13 серпня 2017.